# The Coalition
The Coalition, precedentemente nota come Zipline Studios, Microsoft Vancouver e Black Tusk Studios, è una casa sviluppatrice di videogiochi di proprietà della Microsoft Game Studios formatasi a Vancouver in Canada nel febbraio del 2010.
Prima che Microsoft acquisisse il franchising di Gears of War da Epic Games il 27 gennaio 2014 e incaricasse Black Tusk Studios di sviluppare giochi futuri della serie, lo studio ha lavorato su Relic Rescue per Facebook, Microsoft Flight e Project Columbia per Kinect poi cancellato. Microsoft ha assunto Rod Fergusson, produttore esecutivo e regista della produzione nei primi tre Gears of War di Epic Games, come capo della casa sviluppatrice.
Il 3 giugno 2015 Black Tusk Studios si rinomina come The Coalition, in cui il nome fa riferimento alla COG (Coalizione dei Governi Organizzati) nell'universo immaginario di Gears of War.
In occasione dell'E3 2015 a Los Angeles la software house ha presentato Gears of War: Ultimate Edition, rimasterizzazione del primo Gears of War, uscito il 25 agosto 2015 per Xbox One e Windows, e Gears of War 4 pubblicato l'11 ottobre 2016 su Xbox One e Windows. 
All'E3 2018 Rod Fergusson annuncia, oltre a Gears 5 per il 2019, che The Coalition sta collaborando con altri team nell'ampliare il mondo di Gears su più generi di videogiochi. Questi sono: Gears Pop! in collaborazione con Funko e in uscita per le piattaforme mobile iOS e Android; e Gears Tactics strategico a turni sulla scia di XCOM sviluppato da Splash Damage e destinato per Windows e per le console Microsoft.
Nel febbraio 2020 Rod Fergusson dichiara nel voler abbandonare la compagnia a marzo per spostarsi in Blizzard Entertainment e dedicarsi al franchise di Diablo. Il nuovo studio head della casa sviluppatrice è Mike Crump.
Nel corso del 2020, alcuni membri della software house hanno dato supporto a 343 Industries nello sviluppo e nell'ottimizzazione di Halo Infinite.

## Giochi sviluppati
- Relic Rescue - Facebook (2011)
- Microsoft Flight - Windows (2012)
- Gears of War: Ultimate Edition - Xbox One e Windows (2015)
- Gears of War 4 - Xbox One e Windows (2016)
- Gears 5 - Xbox One, Xbox Series X e Series S e Windows (2019)
- Gears Tactics - Xbox One e Xbox Series X e Series S e Windows (2020)
- The Matrix Awakens - Xbox Series X e Series S, PlayStation 5 (2021)
- Halo Infinite (supporto) - Xbox One, Xbox Series X e Series S e Windows (2021)
- Gears of War: E-Day - Xbox Series X e Series S e Windows (TBA)